# ソース・ペリグー

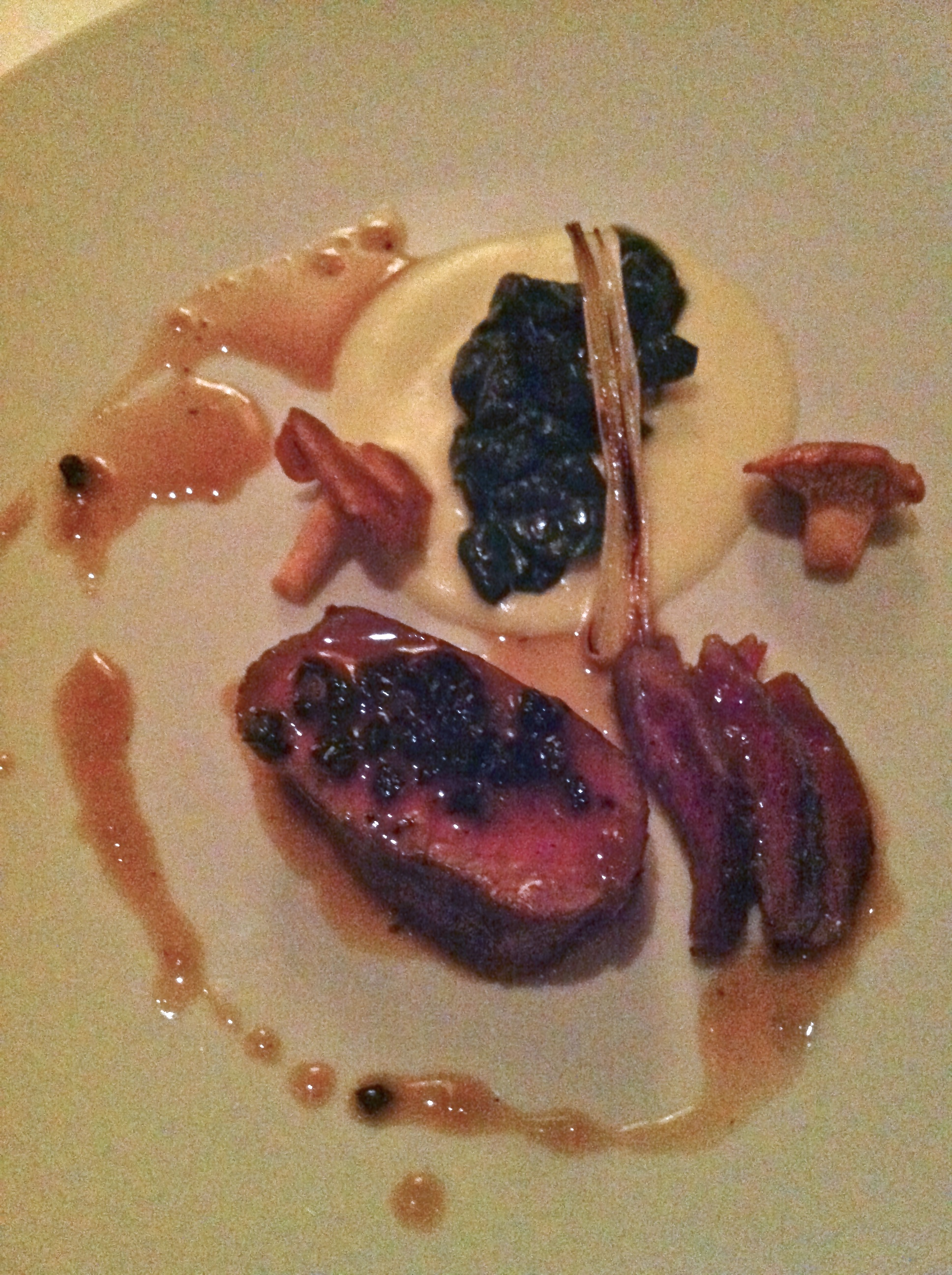
骨付き牛リブロース、新タマネギ、スモークポテトのソース・ペリグー添え

ソース・ペリグー（フランス語: sauce Périgueux）はフランス料理のソースの一種。
派生ソースであるソース・ペリグルディーヌ（フランス語: sauce Périgourdine）についても本項で述べる。

## 概要
名称の「ペリグー」はフランスの都市・ペリグーに由来する。
やや濃いめにドミグラスソースを煮詰め、トリュフのエッセンスとみじん切りにしたトリュフを加える。

## ソース・ペリグルディーヌ
材料と作り方はソース・ペリグーと同じであるが、トリュフはみじん切りではなく、オリーブ形か小さな真珠のような形状にナイフで成形するか、厚めにスライスしたものを用いる。